# Galbulimima
Galbulimima é um género de plantas com flor e o único género da família Himantandraceae. Os membros da família podem ser encontrados nas zonas tropicais no Leste da Malásia, nas Ilhas Molucas, nas Celebes, na Nova Guiné, no Norte da Austrália e nas Ilhas Salomão.
Sendo classificada nas magnoliídeas, esta família não faz parte das monocotiledóneas nem das eudicotiledóneas, sendo relacionada com as famílias Annonaceae, Degeneriaceae, Eupomatiaceae e Magnoliaceae.
O género consiste de 1 a 3 espécies, de acordo com as autoridades.
Trata-se de um género reconhecido pelo sistema Angiosperm Phylogeny Website.